# 八王子西郵便局
八王子西郵便局（はちおうじにしゆうびんきょく）は東京都八王子市にある郵便局。民営化前の分類では集配普通郵便局であった。

## 概要
住所：〒193-8799 東京都八王子市散田町5-27-7

## 沿革
- 1971年（昭和46年）11月8日 - 八王子西郵便局として、八王子市散田町に開局。同日、八王子郵便局から集配業務の一部と、浅川郵便局[1]から集配業務の全部を移管[2]。
- 1973年（昭和48年）3月12日 - 風景入通信日付印の使用を開始。
- 1999年（平成11年） - 外国通貨の両替および旅行小切手の売買に関する業務取扱を開始。
- 2007年（平成19年）10月1日 - 民営化に伴い、併設された郵便事業八王子西支店に一部業務を移管。
- 2012年（平成24年）10月1日 - 日本郵便株式会社の発足に伴い、郵便事業八王子西支店を八王子西郵便局に統合。
- 2017年（平成29年）2月6日 - ゆうゆう窓口の24時間営業を廃止。

## 取扱内容
- 郵便、印紙、ゆうパック、内容証明
- 貯金、為替、振替、振込、国際送金、外貨両替、国債、投資信託
- 生命保険、バイク自賠責保険、自動車保険、がん保険、引受条件緩和型医療保険
- ゆうちょ銀行ATM
- 八王子市内の一部地域の集配業務
- ゆうゆう窓口

## 周辺
- 高尾警察署
- 八王子市立横山中学校
- 八王子市立散田小学校
- 万葉公園
- 国道20号
- 南浅川

## アクセス
- 京王高尾線 めじろ台駅から北西へ約1.1km（徒歩約12分）
- 京王バス 西郵便局入口停留所下車
- 中央自動車道 八王子ICから南西へ約6km
- 駐車場あり：10台